# Luis Rivero del Val
Luis Rivero del Val (Ciudad de México, México; 2 de marzo de 1909) es un exsoldado cristero y cronista de la lucha armada en México de 1926 a 1929, más conocida como la Guerra Cristera. Después de sobrevivir la violenta persecución religiosa del gobierno de Calles, se graduó de la UNAM como ingeniero civil para convertirse en uno de los más respetados ingenieros y escritores de su época.

## Biografía
Participó activamente en las actividades del bando católico durante el conflicto armado de origen religioso y político conocido como Guerra Cristera siendo miembro de Asociación Católica de la Juventud Mexicana (ACJM), en la Liga Nacional para la Defensa de la Libertad Religiosa y en la Confederación de Estudiantes Católicos, cuyas actividades narra en el libro de su autoría titulado Entre las Patas de los Caballos, siendo este parte de la escasa literatura existente sobre dicho conflicto. Sus principales amigos y colegas fueron asesinados después de los llamados "arreglos" por parte de agentes del gobierno de Plutarco Elías Calles; sin embargo Luis Rivero del Val continuó su trayectoria de líder como escritor e ingeniero civil de la UNAM (1932). El Ing. Del Val murió a principios de los 90 en la Cd. de Cuernavaca, Morelos, a lado de su esposa Ma. Cristina Iturbide de Rivero y sus hijos María Cristina, Isabel, Gloria, Luis, Emilio Francisco y Mauricio.

## Trabajos
- 1928 - Por encomienda del Padre Garibay funda en México el movimiento Scout de México.
- 1929 - Fundador y Director de la Cia. Constructora CYR.
- 1930 - Comisión Nacional de Caminos, Trazo de la carretera México - Guadalajara.
- 1933 a 1940 - Profesor del Instituto Politécnico Nacional en la Escuela Superior de Ingeniería y Arquitectura.
- 1941 - Construye la Casa Latinoamericana en Reforma 77 (glorieta de Colón) y el Cine Latino, en Reforma 296.
- 1951 a 1952 - Colaborador del Arq. Carlos Lazo en la construcción de Ciudad Universitaria.
- 1952 a 1952 - Construye la Casa Latinoamericana en Cuernavaca, estado de Morelos.
- 1954 - Jefe de Asesores del Secretario de Comunicaciones y Obras Públicas, Arq. Carlos Lazo
- 1955 - Fundador y primer director general del Centro de Adiestramiento de Operadores (CAO).
- 1962 - Con sus hijos funda el Movimiento de Juventudes Cristianas (MJC)

## Actividades y distinciones
- 1926 - Primer Presidente de la Confederación Nacional de Estudiantes Católicos, que después fue UNEC.
- 1936 a 1940 - Secretario del Comité Mexicano de Cimentación en la International Conference on Soil Mechanics and Foundation.
- 1946 a 1947 - Fundador y Primer Presidente del Colegio de Ingenieros Civiles de México.
- 1949 - Presidente del Primer Congreso Internacional de Ingeniería Civil celebrado en la Cd. de México.
- 1947 - Asesor de México ante la segunda conferencia de la UNESCO.
- 1951 - Distinguido por la Junta de Gobierno de Venezuela con la condecoración de la Orden Francisco de Miranda.
- 1952 - Autor del libro: Entre las patas de los caballos.
- 1965 - Autor del libro: ¿Cuál Justicia? .
- 1972 - Citado en el Who's Who Notable en México.

## Obra
Su obra más conocida es Entre las Patas de los Caballos, la que comenzó a escribir poco antes de enrolarse en las filas cristeras. En él se narran sucesos previos a la guerra y durante la lucha armada. Durante los años que pasó peleando como soldado escribió a modo de diario, relatando noticias de la época y describiendo las reacciones de la gente ante estas. El libro, por momentos, da la impresión de ser una novela de aventura.
Durante la guerra, se desplazó por varios estados de la República, por lo que la narración no solamente se limita a la capital mexicana, sino que abarca también el área del Bajío (México).
Su autobiográfico libro novelado "¿Cuál justicia?" narra el caso de un ingeniero que sufre graves afrentas a manos de una poderosa corporación dominada por un gerente que hábilmente lo calumnia y hace víctima de palmarias injusticias. 